# 양쥐돔
양쥐돔(Acanthurus nigricauda)은 양쥐돔목 양쥐돔과에 속하는 어류이다. 양쥐돔의 종류에서 가장 대표적인 어종이며 몸길이는 50cm가 되는 중형어류에 속한다.

## 특징과 먹이
양쥐돔은 몸의 전체가 암갈색을 띄며 등지느러미와 배지느러미는 파란색을 띄고 있다. 몸의 측면에는 노란색의 줄들이 나있으며 등지느러미의 후단 부근엔 푸른색의 점이 있다. 꼬리자루에는 유동적인 골질돌기가 1개 있으며 전방으로 어둡다. 또한 꼬리지느러미 기저부에는 백색의 띠가 나있으며 꼬리지느러미의 양쪽은 길고 뾰족하며 중앙부는 오목하다. 눈은 매우 작고 등쪽에 치우쳐 있으며 입은 매우 작고 머리의 배쪽에 가깝다. 이물고기는 독이 있는 물고기인데 지느러미의 가시에는 마이토톡신이란 독이 있어서 먹으면 식중독을 일으킬 위험이 있어 식용으론 쓰이지 못한다. 대신 바닷물고기로는 매우 아름다워서 관상어로 주로 쓰이며 아쿠아리움에서도 많이 전시를 하는 물고기이다. 먹이로는 새우와 같은 갑각류와 해조류를 먹는 잡식성어류이다.

## 서식지
양쥐돔의 주요서식지는 태평양과 인도양이 있으며 태평양과 인도양 중에서도 대한민국의 남부에서 프랑스령인 폴리네시아와 오스트레일리아랑 동아프리카 일대에서 가장 많은 개체수가 서식을 하고 있다. 수심 0~150m의 산호초나 해조류가 많은 표해수대에 주로 서식하는 물고기이다.

## 같이 보기
- 양쥐돔목
- 양쥐돔과